# Wolfgang Lussi
Wolfgang Lussi (Stans?, prima del 1525 – Stans, 30 marzo 1597) è stato un politico svizzero.

## Biografia
Figlio di Joahnn Lussi, balivo di Engelberg, e fratello di Melchior Lussi. Fu nipote di Arnold Lussi e abiatico di Johann Lussi. Si sposò quattro volte, la prima con Barbara Andacher, la seconda con Elisabeth Zelger, la terza con Elisabeth Kretz, e la quarta con Anna Häcki.
Di religione cattolica, fu amministratore del convento femminile di Engelberg nel 1556, capo della comunità di Stans tra il 1581 e il 1585, Vicelandamano di Nidvaldo, tra il 1563 e il 1577 e  tra il 1585 e il 1593, balivo di Baden tra il 1577 e il 1579) e infine Landamano di Nidvaldo per due volte nel 1593 e nel 1596.